# Hopedale (Massachusetts)
Hopedale es un pueblo ubicado en el condado de Worcester en el estado estadounidense de Massachusetts. En el Censo de 2010 tenía una población de 5.911 habitantes y una densidad poblacional de 427,23 personas por km².

## Geografía
Hopedale se encuentra ubicado en las coordenadas 42°7′27″N 71°32′0″O / 42.12417, -71.53333. Según la Oficina del Censo de los Estados Unidos, Hopedale tiene una superficie total de 13.84 km², de la cual 13.39 km² corresponden a tierra firme y (3.2%) 0.44 km² es agua.

## Demografía
Según el censo de 2010, había 5.911 personas residiendo en Hopedale. La densidad de población era de 427,23 hab./km². De los 5.911 habitantes, Hopedale estaba compuesto por el 95.42% blancos, el 0.63% eran afroamericanos, el 0.08% eran amerindios, el 1.71% eran asiáticos, el 0.02% eran isleños del Pacífico, el 0.81% eran de otras razas y el 1.34% pertenecían a dos o más razas. Del total de la población el 2.15% eran hispanos o latinos de cualquier raza.